# 山田久美子 (日本画家)
山田 久美子（やまだ くみこ、1969年 - ）は、現代の日本画家。山田久美子の絵画教室主宰。

## 略歴
1969年2月18日兵庫県神戸市に生まれる。1988年武蔵野美術大学造形学部に入学。1993年武蔵野美術大学大学院聴講生修了。卒業制作優秀賞受賞。学生時より創画会に入選。
1995年〜2005年　東京ガスGAS MUSEUMの美術学芸員を務める傍ら、制作を続ける。
2011年から2014年まで、Art Expo Malaysiaにて4年連続完売。
直木賞作家、小池真理子「あなたから逃れられない」表紙装丁。

## TV出演
- 2012年　テレビ東京「おはスタ645」に出演

- 2014年　東京MXテレビ「エビ中グローバル化計画」に出演

## 著書
- 「日本画ワークショップ」(2016年、マガジンランド社)